# Bandidos (film 1967)
Bandidos è un film del 1967 diretto da Massimo Dallamano, accreditato con lo pseudonimo "Max Dillman".
Pellicola western di produzione italo-spagnola con protagonista Enrico Maria Salerno.

## Trama

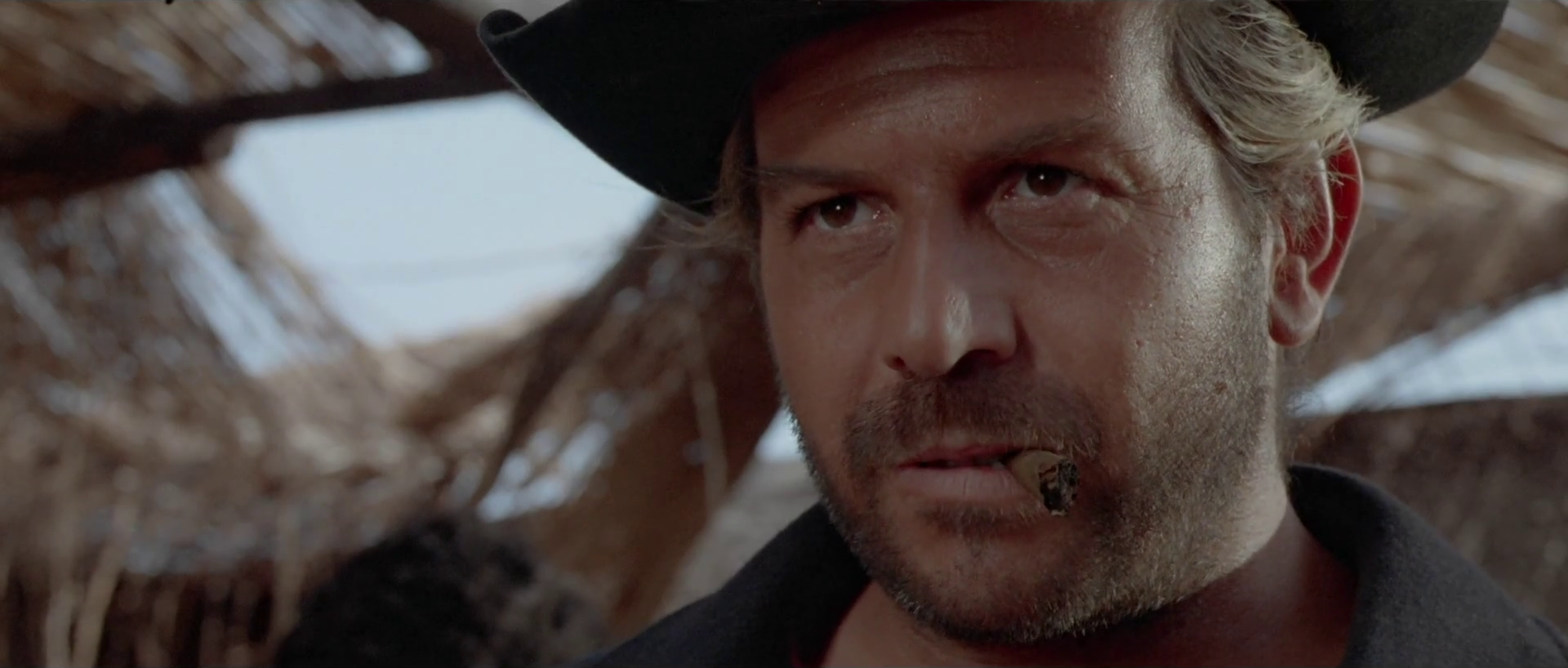
Enrico Maria Salerno

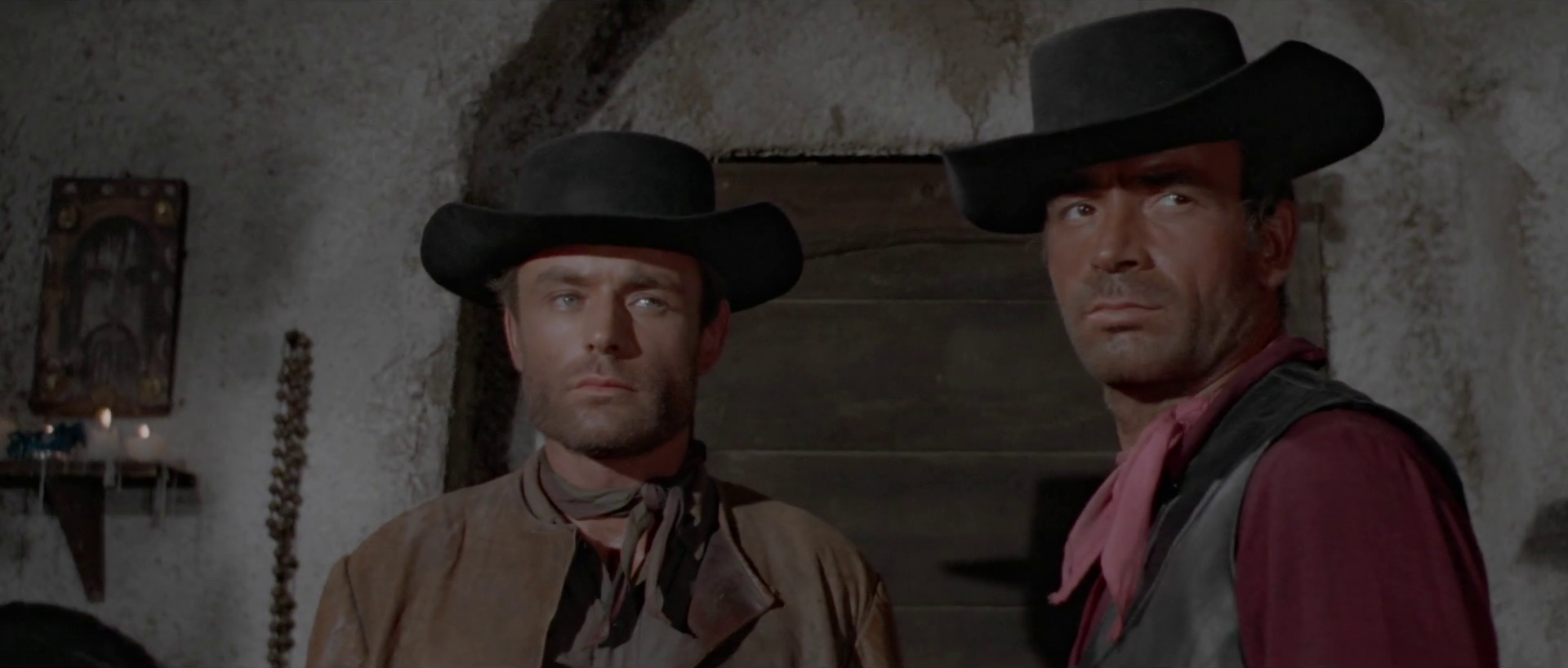
Terry Jenkins e Venantino Venantini

Le bande del pistolero Billy Kane e del messicano Vigonza assaltano un treno a bordo del quale sta viaggiando Richard Martin, un pistolero che si guadagna da vivere esibendosi come tiratore. Kane, che un tempo è stato suo allievo, lo disarma e poi lo ferisce alle mani in modo da non consentirgli di impugnare mai più una pistola. Intenzionato a vendicarsi, Martin cerca e trova un giovane da addestrare a sparare talmente bene da uccidere Billy Kane. Il prescelto è Philip Raymond, che si esibisce con il nome d'arte di Ricky Shot. Sveglio e intelligente sotto la guida dell'ex pistolero migliora la sua tecnica e impara a sparare con precisione. Il giovane in realtà è evaso dal carcere dove era stato rinchiuso con l'ingiusta accusa di aver partecipato all'assalto al treno nel quale Richard Martin aveva perso l'uso della mani. Quando incontra Billy Kane, invece di ucciderlo per vendicare il torto subito dal suo maestro, si accorda con lui in cambio della sua testimonianza, l'unica che può scagionare dall'accusa per cui è stato condannato. Amareggiato Martin decide allora di affrontare direttamente l'artefice della sua menomazione e resta ucciso. La sua fine convince il giovane allievo ad affrontare finalmente in duello Billy e a ucciderlo pur sapendo di perdere l'unica possibilità di dimostrare la propria innocenza.

## Produzione
Il film è stato girato negli stabilimenti Dino De Laurentiis Cinematografica a Roma. Il doppiaggio è opera della società C.I.D.